# Peptización
La peptización o defloculación es el proceso de convertir un precipitado en coloide agitándolo con un electrolito adecuado llamado agente peptizante.
Esto es particularmente importante en química coloidal o para reacciones de precipitación en una solución acuosa. Cuando las partículas coloidales tienen una carga eléctrica del mismo signo, se repelen mutuamente y no pueden agregarse. El hidróxido de hierro o aluminio recién precipitado es extremadamente difícil de filtrar porque las partículas coloidales muy finas pasan directamente a través de un filtro de papel. Para facilitar la filtración, la suspensión coloidal debe flocularse primero agregando una solución concentrada de sal al sistema. Los cationes multivalentes son floculantes más eficientes que los cationes monovalentes: AlCl3 > CaCl2 > NaCl. Las cargas eléctricas presentes en la superficie de las partículas se "neutralizan" y desaparecen. Hablando más correctamente, la doble capa eléctrica existente en la superficie de las partículas es comprimida por el electrolito agregado y colapsa a alta fuerza iónica. La repulsión eléctrica ya no impide la agregación de partículas y estas pueden luego coalescer para formar un precipitado floculento que es fácil de filtrar. Si el precipitado se lava con un volumen excesivo de agua desionizada, la doble capa eléctrica presente en la superficie de las partículas vuelve a expandirse y reaparece la repulsión eléctrica: el precipitado se peptiza y las partículas vuelven a pasar por el filtro.